# Edwin Frazier
Edwin Frazier   (Stoneham, 21 de gener de 1907 - Wilmington, 2 de novembre de 1971) va ser un jugador d'hoquei sobre gel estatunidenc que va competir durant la dècada de 1930.
El 1932 va prendre part en els Jocs Olímpics de Lake Placid, on guanyà la medalla de plata en la competició d'hoquei sobre gel.
En el seu palmarès també destaca una medalla de plata al Campionat del Món d'hoquei gel de 1931.